# Con Calma

"Con Calma" (Engels: "Calmly") is een nummer van de Puerto Ricaanse rapper Daddy Yankee met de Canadese rapper Snow. De single werd uitgebracht op 24 januari 2019 door El Cartel Records Daarnaast werd er een muziekvideo geregisseerd door Marlon Peña en gefilmd in Los Angeles en Toronto, met een Memoji (Animoji) van Daddy Yankee die met een crew danst. Het nummer is gebaseerd op dat van Snow's single "Informer" uit 1992. Het nummer werd geschreven door Daddy Yankee, Snow en Juan "Gaby Music" Rivera, en werd geproduceerd door het Amerikaanse productieduo Play-N-Skillz en mede geproduceerd door David "Scott Summers" Macias. Een remixversie met de Amerikaanse zangeres Katy Perry werd uitgebracht op 19 april 2019.
In Latijns-Amerika werd Con Calma een enorme hit. Ook in vele Europese landen haalde het nummer de hitlijsten. In de Nederlandse Top 40 stond het nummer drie weken op nummer 1 in april 2019.
In Spanje werd de single bekroond met 4 keer Platinum, in Italië 3 keer platinum.